# Satellite Chemical
Satellite Chemical Co Ltd (STL) (chinesisch: 卫星化学), früher bekannt als Zhejiang Satellite Petrochemical Co Ltd (chinesisch: 浙江卫星石化) und als Zhejiang Satellite Acrylic Manufacturing Co. (chinesisch: 浙江卫星丙烯酸制造有限公司), ist ein chinesisches Chemieunternehmen, das sich auf Forschung, Entwicklung, Produktion und Vertrieb von Chemikalien konzentriert. Zu den Hauptgeschäftsfeldern des Unternehmens gehören Produktion und Vertrieb von petrochemischen Produkten.

## Unternehmensgeschichte
Das Unternehmen wurde in den 1990er-Jahren gegründet und fokussierte sich anfangs auf die Produktion von Stoffen der C3-Chemie, also Verbindungen mit drei Kohlenstoffatomen ausgehend von Propen. Nach Neugründung als Zhejiang Satellite Petrochemical ist das Unternehmen in der C2- und C3-Chemie tätig und produziert Acrylsäureester, Methacrylsäuren, Pigmentzwischenprodukte, Acrylemulsionpolymere, superabsorbierende Polymere und ähnliche Produkte. Seit 28. Dezember 2011 wird Satellite Chemical ein börsennotiertes Unternehmen an der Shenzhen Stock Exchange gehandelt.
Im Jahr 2014 begann Satellite Chemical mit der Installation einer neuen Druckwechseladsorptionsanlage (PSA) von Honeywell, um seinen integrierten Raffinerie- und Petrochemiekomplex in der Stadt Pinghu mit hochreinem Wasserstoff zu versorgen. Die PSA-Einheit, die auf der Polybed-PSA-Technologie von Honeywell basiert, reinigt Wasserstoff, der von einer zugehörigen C3-Oleflex-Propandehydrierungseinheit (PDH) erzeugt wird, die ebenfalls im Komplex verwendet wird. Im Jahr 2020 erhielt Satellite Chemical die behördliche Genehmigung für den Bau eines 4,2 Milliarden US-Dollar teuren petrochemischen Komplexes in der Provinz Jiangsu zur Verarbeitung von Ethan aus den Vereinigten Staaten.
Satellite Chemical belegte im Forbes Global 2000 im Jahr 2022 Platz 1999 und im Jahr 2023 den 242. Platz in den Fortune China Top 500.

## Gesellschaftsveranstaltungen
Der Lianyungang Satellite International Marathon 2019, auch bekannt als Satellite Chemical Cup, wurde von der Stadtregierung genehmigt und fand am 20. Oktober im Xuwei New District, Lianyungang statt. [12] Die vom chinesischen Leichtathletikverband, dem Jiangsu Provincial Sports Bureau und der Stadtregierung von Lianyungang organisierte Veranstaltung wurde vom Administrative Committee of the National East-Central-West Regional Cooperation Demonstration Zone und vom Lianyungang City Sports Bureau ausgerichtet. Der Marathon umfasste Vollmarathonläufe über eine Distanz von 42,195 km, Halbmarathonläufe von 21,0975 km Distanz und Minimarathonläufe von ca. 5 km Distanz und zog 15.000 Teilnehmer an, darunter 150 internationale Läufer.